# Eleccions a les cambres de comerç de Catalunya de 2019
Les eleccions a les cambres de comerç de Catalunya de 2019 es van celebrar entre el 2 i 8 de maig de 2019 a les 13 cambres de comerç de Catalunya, amb la novetat a diferència de totes les anteriors que per primer cop es va habilitar el vot electrònic en algunes de les Cambres, i alhora es va presentar a tres d'elles una candidatura transversal anomenada Eines de País, amb un plantejament sobiranista i centrat en les petites i mitjanes empreses i autònoms.
Es va votar de forma efectiva en cinc de les cambres, a les Barcelona, Terrassa i Lleida de forma completa en totes les categories, i a les de Sabadell (dues categories) i Manresa (una categoria) parcialment en alguns dels epígrafs. A les altres nou cambres finalment no es va votar perquè hi havia o bé acords o bé continuïtat de les llistes anteriors. La llista de la candidatura Eines de País, impulsada per l'ANC i el CCN, va imposar-se amb majoria absoluta per sufragi universal al ple a la Cambra de Comerç de Barcelona, mentre que a la de Terrassa va quedar per darrere de la candidatura continuista de la Cecot. A la de Sabadell va aconseguir tres de les quatre vocalies a les que es va presentar. Per la seva part, a la de Lleida es va acabar imposant la candidatura vinculada a la confederació patronal PIMEC davant de la de Foment del Treball.

## Resultats de les votacions

### Cambra Oficial de Comerç, Indústria, Serveis i Navegació de Barcelona
Les llistes de candidatures agrupades que es van presentar a la Cambra Oficial de Comerç, Indústria i Navegació de Barcelona van ser les següents.
- Llista 50a50[9]
- Llista Carles Tusquets
- Llista Eines de País (impulsada per l'ANC)[10][11]
- Llista Enric Crous
- Llista Ramon Masià

#### Candidatures a cadires electes
La candidatura vinculada a l'Assemblea Nacional Catalana i el Cercle Català de Negocis, liderada per Joan Canadell, aconseguí la majoria absoluta dels seients, mentre que van obtenir també representació les llistes d'Enric Cros (4), Carles Tusquets (3) i 50a50 (1), i no en va obtenir la de Ramon Masià.
| Grup                                                                                     | Categoria   | Nom                    | Empresa                                        | Candidatura              |
| Grup 1 Indústries extractives no metàl·liques; petroli; energia i aigua                  | Única       | Pere Gran              | Catgas Energia                                 | ANC                      |
| Grup 2 Extracció; producció de metalls, productes metàl·lics; maquinària i equips        | Categoria 1 | Pere Barrios           | Recam Laser                                    | ANC                      |
| Grup 2 Extracció; producció de metalls, productes metàl·lics; maquinària i equips        | Categoria 2 | Anna Mas               | Josep Muntal, SA                               | ANC                      |
| Grup 3 Indústries tèxtils, confecció, cuir i calçat; indústries de paper, arts gràfiques | Única       | Alfons Comas Fuster    | Integración de Sistemas Wen                    | ANC                      |
| Grup 4 Indústries químiques, cautxú i plàstic                                            | Categoria 1 | Sofia Lluch            | Lluch Essence                                  | llista Enric Crous       |
| Grup 4 Indústries químiques, cautxú i plàstic                                            | Categoria 2 | Jordi Cortina          | Plàstics Pineda                                | ANC                      |
| Grup 5 Material de transport                                                             | Única       | Josep Sallent          | Truckcat                                       | ANC                      |
| Grup 6 Fusta, suro i altres manufactures; Indústries d’alimentació, begudes i tabac      | Única       | Ramon Giró i Gramona   | Jaume Giró i Giró                              | ANC                      |
| Grup 7 Construcció                                                                       | Categoria 1 | Jesús Serra i Motas    | Ràpid i Segur                                  | ANC                      |
| Grup 7 Construcció                                                                       | Categoria 2 | Pere Atentas Costas    | Instaquatre                                    | ANC                      |
| Grup 8 Comerç i reparacions                                                              | Categoria 1 | Àngel Giralt           | Parkdale Invest                                | ANC                      |
| Grup 8 Comerç i reparacions                                                              | Categoria 2 | Joan Canadell          | Iniciatives Canadell                           | ANC                      |
| Grup 8 Comerç i reparacions                                                              | Categoria 3 | Carles Valls           | Jula Lloguers                                  | ANC                      |
| Grup 8 Comerç i reparacions                                                              | Categoria 4 | Jordi Pomarol          | Implica2 Consulting y Servicios                | ANC                      |
| Grup 8 Comerç i reparacions                                                              | Categoria 5 | Joan Font              | Bonpreu                                        | ANC / llista Enric Crous |
| Grup 8 Comerç i reparacions                                                              | Categoria 6 | Xavier Sunyer          | Saileforners                                   | ANC                      |
| Grup 8 Comerç i reparacions                                                              | Categoria 7 | Núria Bosch Sagrera    |                                                | 50a50                    |
| Grup 8 Comerç i reparacions                                                              | Categoria 7 | Jordi Fité             | Llonch Clima                                   | ANC                      |
| Grup 9 Hostaleria                                                                        | Categoria 1 | Carme Minguella        | Hipercafe                                      | ANC                      |
| Grup 9 Hostaleria                                                                        | Categoria 1 | Pere Chías             | Restaurante Palou                              | llista Enric Crous       |
| Grup 9 Hostaleria                                                                        | Categoria 2 | Núria Roca             | Consultoria d'Espais Nuri i Sergi              | ANC                      |
| Grup 10 Transport, emmagatzematge i comunicacions                                        | Categoria 1 | Josep Adell            | Autocares Julià                                | llista Carles Tusquets   |
| Grup 10 Transport, emmagatzematge i comunicacions                                        | Categoria 2 | Francesc Cara Solà     |                                                | ANC                      |
| Grup 10 Transport, emmagatzematge i comunicacions                                        | Categoria 3 | Jordi Alvinya          | Avant Telecom & Urbotic                        | ANC                      |
| Grup 11 Mediació financera                                                               | Categoria 1 | Carles Tusquets        | Trea Capital Partners                          | llista Carles Tusquets   |
| Grup 11 Mediació financera                                                               | Categoria 2 | Lluís Ferrer           | Ferrer y Ojeda Asociados Correduría de Seguros | llista Enric Crous       |
| Grup 12 Activitats immobiliàries, lloguers; serveis empresarials                         | Categoria 1 | Àngel Lázaro           | IM Projects                                    | ANC                      |
| Grup 12 Activitats immobiliàries, lloguers; serveis empresarials                         | Categoria 2 | Maria Català           | Bacus Eventos Sociales                         | ANC                      |
| Grup 12 Activitats immobiliàries, lloguers; serveis empresarials                         | Categoria 3 | Toni Fitó              | Pere Quart, SL                                 | ANC                      |
| Grup 12 Activitats immobiliàries, lloguers; serveis empresarials                         | Categoria 4 | Pere Viñolas           | Inmobiliaria Colonial Socimi                   | llista Carles Tusquets   |
| Grup 12 Activitats immobiliàries, lloguers; serveis empresarials                         | Categoria 4 | Roser Xalabarder       | Nubur XXI                                      | ANC                      |
| Grup 12 Activitats immobiliàries, lloguers; serveis empresarials                         | Categoria 4 | Jaume Aragall          | Vistadome                                      | ANC                      |
| Grup 12 Activitats immobiliàries, lloguers; serveis empresarials                         | Categoria 5 | Mònica Roca            | Isardsat                                       | ANC                      |
| Grup 12 Activitats immobiliàries, lloguers; serveis empresarials                         | Categoria 6 | Albert Pont Serrano    | The Black Swan Family Office                   | ANC                      |
| Grup 13 Altres serveis destinats a la venda                                              | Categoria 1 | Elisabet Camprubí Homs |                                                | ANC                      |
| Grup 13 Altres serveis destinats a la venda                                              | Categoria 2 | Manuel del Castillo    | Hospital Sant Joan de Déu                      | llista Enric Crous       |
| Grup 13 Altres serveis destinats a la venda                                              | Categoria 3 | Joel Joan              | Arriska, SL                                    | ANC                      |
| Grup 13 Altres serveis destinats a la venda                                              | Categoria 4 | Joan Anglí             | Balneari Termas Victoria                       | ANC                      |
| Grup 13 Altres serveis destinats a la venda                                              | Categoria 5 | Àngel Font             | Industrial Nàutica Catalana                    | ANC                      |
| Grup 13 Altres serveis destinats a la venda                                              | Categoria 6 | Albert Pijuan          | Grup d'Animadors Professionals                 | ANC                      |

El ple de la Cambra es completa amb 20 vocalies addicionals, assignades segons els següents criteris:
- 14 a les empreses que aporten més fons a la Cambra
- 6 a repartir entre les 2 patronals catalanes amb presència fixa (PIMEC i Foment del Treball).

El Ple va quedar doncs compost de la següent manera:
| Vocalies   | Grups                     | Nombre |
| ---------- | ------------------------- | ------ |
| Electes    | ANC                       | 31     |
| Electes    | llista Enric Crous        | 4      |
| Electes    | llista Carles Tusquets    | 3      |
| Electes    | 50a50                     | 1      |
| Electes    | Altres                    | 1      |
| No electes | Empreses que més aporten  | 14     |
| No electes | Patronals (PIMEC, Foment) | 6      |
| Total      |                           | 60     |

### Cambra Oficial de Comerç, Indústria i Serveis de Sabadell
A les eleccions al ple de la Cambra de Comerç de Sabadell es van sotmetre a votació només 2 de les 13 categories, les candidatures de la resta de categories ja van ser proclamades com a membres del Ple, perquè el nombre de places ja havia quedat cobert amb qui s'hi havia presentat. La candidatura nacional Eines de País va aconseguir 3 de les 4 cadires a les que va presentar-se. Les eleccions van ser només presencials, amb 189 vots emesos sobre un cens de 11.685 (participació 1,8%).
| Grup                             | Empresa                        | Candidatura   |
| Grup 8 Comerç i reparacions      | GABARRÓ HERMANOS, SA           | -             |
| Grup 8 Comerç i reparacions      | INJECCIÓ AMAC, SL              | -             |
| Grup 8 Comerç i reparacions      | GLOBAL SOURCING ACTIVITIES, SL | Eines de País |
| Grup 12 Activitats immobiliàries | RAMON PALAU SOL                | -             |
| Grup 12 Activitats immobiliàries | TRADING INMOBILIARIO SL        | -             |
| Grup 12 Activitats immobiliàries | MAÑERO CONSTRUCTOR, SL         | -             |

El Ple va quedar doncs compost de la següent manera:
| Vocalies   | Grups                    | Nombre |
| ---------- | ------------------------ | ------ |
| Electes    | Candidatures*            | 30     |
| No electes | Empreses més aportació   | 3      |
| No electes | Vocals consultors        | 5      |
| No electes | Patronals (PIMEC, CIESC) | 5      |
| Total      |                          | 43**   |

*Total candidats Eines de País: 3
**El Ple té 45 cadires, però 2 van quedar vacants.

### Cambra Oficial de Comerç, Indústria i Serveis de Terrassa
Les eleccions camerals de 2019 a la Cambra de Comerç de Terrassa foren les primeres per sufragi universal que es van celebrar a l'entitat, i la participació va augmentar més que en qualsevol altra cambra de Catalunya, fins a 6 vegades més (1.036 en total). De les 25 vocalies que s'escollien per sufragi universal, la llista de la patronal Cecot (encapçalada per Ramon Talamàs) en va aconseguir 15, mentre que les 10 restants foren per a la llista de la candidatura nacional Eines de País (encapçalada per Natàlia Cugueró).
El Ple va quedar doncs compost de la següent manera:
| Vocalies   | Grups                  | Nombre |
| ---------- | ---------------------- | ------ |
| Electes    | Cecot                  | 15     |
| Electes    | Eines de País*         | 10     |
| Electes    | Altres**               | 5      |
| No electes | Empreses més aportació | 10     |
| No electes | Patronals              | 5      |
| Total      |                        | 45     |

*5 de les vocalies d'Eines de País foren de Sant Cugat del Vallès.
**5 de les vocalies no es van sotmetre a votació perquè es van cobrir amb el nombre just de les presentades.

### Cambra Oficial de Comerç, Indústria i Serveis de Manresa
Les eleccions a la Cambra Oficial de Comerç i Indústria de Manresa finalment es van limitar a una de les 27 vocalies electes, per la retirada de candidatures amb varis IAE que ja tenien alguna vocalia assegurada, i va tenir una participació de només 120 empreses i professionals.
El Ple va quedar doncs compost de la següent manera:
| Vocalies   | Grups                    | Nombre |
| ---------- | ------------------------ | ------ |
| Electes    | Candidatures individuals | 27     |
| No electes | Empreses més aportació   | 9      |
| No electes | Patronals (PIMEC)        | 4      |
| Total      |                          | 40     |

### Cambra Oficial de Comerç, Indústria i Serveis de Lleida
Les diferents candidatures que es van presentar a la Cambra Oficial de Comerç de Lleida giraven a l'entorn de les patronals PIMEC (Connectem Lleida, encapçalada per Jaume Saltó, president de la patronal a la demarcació) i Foment del Treball (Des de Lleida i per Lleida, vinculada a l’associació Coell, al seu torn presidida per Josep Maria Gardeñes, vinculat a la patronal Foment del Treball; la resta de candidatures també estan vinculades d'alguna manera amb Foment). La participació fou d'unes 800 empreses i professionals, i els resultats de les eleccions foren finalment molt ajustats, de manera que malgrat la victòria de Connectem Lleida, va quedar en mans de les vocalies de les empreses que més aporten l'elecció posterior de la presidència a la que era favorit.
| Vocalies   | Grups                      | Nombre |
| ---------- | -------------------------- | ------ |
| Electes    | Connectem Lleida           | 15     |
| Electes    | Des de Lleida i per Lleida | 7      |
| Electes    | Fecom                      | 3      |
| Electes    | Empreses sense llista      | 3      |
| No electes | Empreses més aportació     | 4      |
| No electes | Patronals                  | 4      |
| Total      |                            | 36     |

#### Cambra de Comerç de Tàrrega
A la Cambra de Tàrrega no hi va haver votacions perquè es va consensuar el canvi de presidència i vocalies del Ple.

### Cambres de Comerç de la demarcació de Girona (Sant Feliu de Guíxols, Palamós i Girona)
A la Cambra de Girona, la candidatura de Jaume Fàbrega, anterior vicepresident, va ser l'única candidatura i va succeir al seu predecessor, Domènec Espadalé, que no es va presentar a la reelecció. No hi va haver votacions en haver una única candidatura per a cada vocalia. A les Cambres de Sant Feliu de Guíxols i de Palamós no hi va haver tampoc votacions, i tot va quedar pendent dels següents plens per determinar-ne la governança.

### Cambres de Comerç de les demarcacions de Tarragona i Terres de l'Ebre (Reus, Tarragona, Valls i Tortosa)
A la Cambra de Comerç de Tarragona va repetir la llista anterior encapçalada per Laura Roigé, per la qual cosa no es van fer votacions en absència d'alternatives. A la Cambra de Reus hi va haver un acord entre Jordi Just, que presidirà la Cambra durant 3 anys, per cedir després el càrrec a Àgata Girbes. A Valls també hi va haver acord per tal que Josep Maria Rovira fos el president en substitució de Marcel·lí Morera. A Tortosa no hi va haver tampoc votacions, i tot va quedar pendent dels següents plens per determinar-ne la governança.